# Liste der Naturdenkmale in Meckenbach (bei Birkenfeld)
Die Liste der Naturdenkmale in Meckenbach nennt die im Gemeindegebiet von Meckenbach ausgewiesenen Naturdenkmale (Stand 15. Juli 2013).

## Naturdenkmale
| Nr.         | Bezeichnung | Lage                              | Beschreibung  | Bild                                    |
| ----------- | ----------- | --------------------------------- | ------------- | --------------------------------------- |
| ND-7134-462 | Stieleiche  | Trauntalweg, gegenüber Nr. 1 Lage | Quercus robur | Direkt Bild zu diesem Denkmal hochladen |